# Adam Sajtijev
Adam Sajtijev (rusky Адам Сайтиев) nebo (anglicky Adam Saitiev (Sajtiyev)), (12. prosince 1977 v Chasavjurtu, Dagestán, Sovětský svaz) je ruský zápasník – volnostylař dagestáské (čečenské) národnosti, olympijský vítěz z roku 2000.

## Sportovní kariéra
Zápasit začal po boku svých starších bratrů v Chasavjurtu. V roce 1994 následoval svého staršího bratra Buvajsara do Krasnojarsku, kde se připravoval pod vedením Viktora Alexejeva. V roce 1997 se poprvé objevil v ruské seniorské reprezentaci a v roce 2000 si zajistil účast ve střední váze na olympijských hrách v Sydney. Bez větších potíží se dostal do finále, ve kterém porazil na lopatky Kubánce Yoela Romera a získal zlatou olympijskou medaili. Neustálé srovnávání s jeho úspěšnějším starším bratrem však přestal psychicky zvládat. V letech 2004 a 2005 dokonce místo zápasení objížděl doktory hledaje příčinu svých složitě specifikovatelných zdravotních potíží. Zlepšení se dostavilo v době, kdy jeho bratr v roce 2009 se zápasením skončil. V roce 2012 se dokázal velmi dobře připravit na olympijskou kvalifikaci a o účast na olympijských hrách v Londýně přišel až během užší ruské nominace na úkor Anzora Uriševa.

## Výsledky
| Turnaj             | 1997 | 1998      | 1999      | 2000         | 2001         | 2002         | 2003         | 2004         | 2005         | 2006         |
| Turnaj             | 20   | 21        | 22        | 23           | 24           | 25           | 26           | 27           | 28           | 29           |
| Turnaj             |      | velterová | velterová | střední váha | střední váha | střední váha | střední váha | střední váha | střední váha | střední váha |
| ------------------ | ---- | --------- | --------- | ------------ | ------------ | ------------ | ------------ | ------------ | ------------ | ------------ |
| Olympijské hry     |      |           |           | 1.           |              |              |              | —            |              |              |
| Mistrovství světa  | 6.   | —         | 1.        |              | —            | 1.           | —            |              | —            | —            |
| Mistrovství Evropy | 4.   | 3.        | 1.        | 1.           | —            | —            | —            | —            | —            | 1.           |